# Sale San Giovanni
Sale San Giovanni é uma comuna italiana da região do Piemonte, província de Cuneo, com cerca de 193 habitantes. Estende-se por uma área de 8 km², tendo uma densidade populacional de 24 hab/km². Faz fronteira com Camerana, Ceva, Mombarcaro, Paroldo, Sale delle Langhe.

## Demografia
| Variação demográfica do município entre 1861 e 2011                               |
|                                                                                   |
| Fonte: Istituto Nazionale di Statistica (ISTAT) - Elaboração gráfica da Wikipedia |